# Сан Пјеро (Сијена)
Сан Пјеро је насеље у Италији у округу Сијена, региону Тоскана.
Према процени из 2011. у насељу је живело 140 становника. Насеље се налази на надморској висини од 266 м.